# 21641 Tiffanyko
21641 Tiffanyko este un asteroid din centura principală de asteroizi.

## Descriere
21641 Tiffanyko este un asteroid din centura principală de asteroizi. A fost descoperit pe 14 iulie 1999 la Socorro, New Mexico, în cadrul proiectului LINEAR. Asteroidul prezintă o orbită caracterizată de o semiaxă mare de 2,71 ua, o excentricitate de 0,09 și o înclinație de 4,8° în raport cu ecliptica.